# A Casa de Bernarda Alba
A Casa de Bernarda Alba (1936) é a última peça teatral - a terceira da trilogia de dramas folclóricos - do escritor espanhol Federico García Lorca. Também integram a trilogia as peças Bodas de Sangue (1933) e Yerma (1934).
Finalizada exatamente trinta dias antes de o seu autor morrer assassinado por forças franquistas, em 19 de agosto de 1936, durante a Guerra Civil, A Casa de Bernarda Alba foi a última peça teatral de Federico García Lorca. Teve sua montagem de estreia apenas em 1945, em Buenos Aires, cidade na qual Lorca passara cinco meses, em 1933. A peça só viria a ser encenada na Espanha em 1964.

## Enredo
Em A casa de Bernarda Alba, seu único texto de teatro escrito em prosa, Lorca recorre ao simbolismo para realizar uma nova investida no teatro. Bernarda Alba, personagem central do texto, é uma matriarca dominadora que mantém as cinco filhas, Angústias, Madalena, Martírio, Amélia e Adela sob vigilância implacável, transformando a casa onde vivem, situada em um pequeno povoado na Espanha, em um caldeirão de tensões prestes a explodir a qualquer momento.
Com a morte de seu segundo marido, Bernarda decretara um luto de oito anos, submetendo suas filhas à reclusão dentro das frias paredes da casa, com as janelas fechadas. Duas das moças, porém, apaixonadas por um mesmo galanteador das redondezas, um rapaz de vinte e cinco anos chamado Pepe Romano, desencadeiam no meio daquele luto uma disputa cruel e perigosa para conquistarem o amor do mesmo homem, com conseqüências trágicas.
A construção central do drama de Lorca – a casa na qual uma família de mulheres solitárias é controlada por uma mãe tirânica – teria sido inspirada em uma família da pequena cidade granadina de Valderrubio, onde os pais do poeta, que ali tinham uma propriedade rural, conheceram uma certa Frasquita Alba, mãe de quatro filhas, que comandava com mão de ferro, e um homem de nome Pepe de la Romilla, que teria se casado com a filha mais velha de Frasquita, somente por seu dote e, posteriormente, teria se envolvido com a mais jovem das irmãs. Dessa história real, Lorca apropriou-se da ideia de uma casa sem homens para compor o tema central de La Casa de Bernarda Alba: o lugar da mulher na sociedade espanhola.

## Estrutura e trama
O drama divide-se em três atos, todos situados no interior da casa de Bernarda Alba, mãe de cinco filhas – Angustias, Madalena, Amélia, Martírio e Adela –, que vive com elas e sua mãe senil, em um pequeno povoado do interior da Espanha.

### Primeiro ato

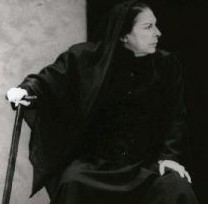
A atriz Minerva Mena no papel de Bernarda Alba

O primeiro ato inicia-se com um diálogo entre La Poncia, serva mais antiga da casa, e outra mulher que Lorca denomina apenas "Criada". Elas conversam enquanto arrumam a sala de visitas para a chegada dos que acompanharam o cortejo fúnebre do segundo marido de Bernarda Alba. Por intermédio das falas dessas duas personagens é que são apresentadas a personagem-título do drama - descrita como tirana de todos os que a rodeiam e mãe controladora das cinco filhas feias que lhe restaram com a morte do esposo - bem como as demais personagens, além da própria ambientação da trama. Sabe-se também que Angústias, a filha mais velha, é fruto do primeiro casamento de Bernarda Alba e a única detentora de um dote deixado pelo pai, ao contrário das suas irmãs, que nada herdariam do pai recém-falecido. Entram em cena as mulheres vindas do enterro de Antonio Maria Benavides, e Bernarda dá ordens às criadas para que sirvam os homens, que ficaram a conversar do lado de fora da casa. É ela também quem conduz as orações pelo morto e, depois da saída das convidadas, maldiz o falatório que, acredita, será iniciado pelas pessoas daquele povoado assim que passarem pelos umbrais de sua porta. Bernarda anuncia que as mulheres da casa manterão um luto de oito anos, nos quais permanecerão trancadas naquela casa, sem contato com o mundo exterior. Ouvem-se gritos e a Criada surge a contar para Bernarda Alba dos desvarios de Maria Josefa, avó das moças; ela ordena à serviçal que leve sua mãe para o pátio, para que os vizinhos não a ouçam, mas orienta em que lugar específico deve ser mantida a velha senil para que os vizinhos não a vejam. Dando por falta de sua filha Angústias, Bernarda descobre que a moça estava a conversar com um homem no portão de casa e espanca-a. Bernarda opõe-se à ideia de que suas filhas mantenham qualquer relacionamento com homens. Amélia e Martírio, espelhando as palavras de Bernarda, comentam sobre a história do pai de Adelaida, uma moça do povoado. As desilusões que esse homem teria causado às mulheres são aludidas como sinal do terror que é a convivência com os homens. Madalena, por sua vez, entra em cena para contar às irmãs que Angústias, a mais velha, será pedida em casamento por Pepe el Romano – o que ela atribui apenas ao interesse do rapaz pelo dote da irmã. Adela, a mais nova, apaixonada em segredo pelo pretendente da irmã, lamenta sua sorte. O primeiro ato encerra-se com a aparição de Maria Josefa, a mãe de Bernarda Alba, que expressa em sua loucura a vontade das netas: Quero ir embora daqui, Bernarda! Bernarda, eu quero um varão para me casar e ter alegria!
Apesar de o drama de Lorca ter comotítulo o nome de Bernarda Alba, a chefe de uma família de mulheres solitárias, muito se questiona sobre quem seria a real protagonista da história. Ainda que não esteja presente em todas as cenas, a personagem da matriarca está contida em todas as ações por ser a referência de medo, de ordem e, conseqüentemente, de transgressão na vida das filhas e criadas. É pelo discurso das personagens que a presença de Bernarda Alba impõe-se em cena desde o primeiro ato - que tem pouca ação e apresenta um caráter quase didático em seu início, funcionando à guisa de prólogo, à semelhança do antes visto no Filoctetes, de Sófocles, no qual duas personagens apresentam uma terceira quase em tom narrativo, para situar a audiência na trama.

### Segundo ato
No segundo ato, as irmãs encontram-se em uma peça interior da casa, tecendo e bordando o enxoval de Angústias. Conversam sobre a corte de Pepe el Romano à irmã mais velha, e La Poncia faz um contraponto aos comentários de Angústias ao contar sua própria história - de como conheceu e casou-se com um marido que pouca alegria lhe trouxera. Adela não está presente, e as irmãs preocupam-se com ela; procurada pelas irmãs, Adela surge em cena algo transtornada, e La Poncia diz-lhe em particular que seu mal é cobiçar o noivo de sua irmã. A serva tenta convencer a filha mais nova de Bernarda Alba de que seu destino é aguardar que sua irmã venha a falecer para assumir o posto de segunda esposa de Pepe el Romano, e diz que assim o faz para defender a honra da casa em que trabalha há tantos anos. Adela revolta-se com La Poncia e afirma que lutará por seu direito de amar o homem que deseja. As demais irmãs, por sua vez, lamentam seus destinos de mulheres solitárias, quando La Poncia conta-lhes sobre os novos homens que chegaram ao povoado, trabalhadores para a colheita próxima, dos quais se ouve o canto distante. Quando saem as irmãs para espiar pelas frestas das janelas os homens que passam na rua, Angústias surge em cena, reclamando o desaparecimento de uma fotografia de Pepe el Romano, que estava em seu quarto e fora presente de seu noivo. Bernarda ordena que La Poncia procure o retrato desaparecido. As suspeitas recaem sobre a mais jovem, Adela, mas a serva encontra o retrato entre as roupas de dormir de Martírio. Bernarda ameaça espancar a filha, que diz ter sido o ato apenas uma brincadeira inocente que fizera com a irmã, Angústias. Mas Adela acusa Martírio de nutrir uma paixão secreta por Pepe el Romano.
As paixões ocultas, a inveja e a hipocrisia começam, então, a ser desmascaradas: Martírio e Adela dizem a Angústias que Pepe el Romano casa-se apenas por interesse em seu dote, e Bernarda ordena, rispidamente, que as filhas se calem. La Poncia, em conversa reservada com a matriarca, diz suspeitar que Martírio escondera o retrato por conta do amor de Enrique Humanes - um rapaz que a cortejara mas fora rechaçado pela mãe por ser de classe social inferior. Bernarda, desgostosa com os comentários da serva, relembra-a de que ela está naquela casa por piedade da matriarca, que a acolhera ainda jovem, mesmo sendo La Poncia filha de uma meretriz.
Sem perceber o perigo do comentário, La Poncia conta que Pepe el Romano esteve até as quatro e meia da madrugada a conversar a noiva, mas, diante da negativa de Angústias, percebe-se que ele esteve em companhia de outra pessoa da casa. Martírio e Adela conversam em particular, e a mais jovem revela que Pepe el Romano está a cortejá-la em segredo. La Poncia traz a notícia de uma jovem da aldeia que engravidara sendo solteira, dera à luz um menino em segredo e que o matara, sendo o crime revelado por acaso do destino. Ouve-se o povo nas ruas que clama pelo linchamento da moça. Bernarda e Martírio saem em apoio à morte da pecadora, enquanto Adela desespera-se e clama pela libertação da moça, recordando que ela também corria perigo por seu amor secreto por Pepe.
Nesse segundo ato, Lorca antecipa diversos elementos que irão desencadear no desfecho apresentado no ato seguinte, como antes fizera no primeiro ato, ao mostrar a paixão de Adela por Pepe el Romano: sabe-se então do amor e da inveja de Martírio pelo casamento de Angústias por meio de uma revelação que beira o inverossímil – a primeira furta da irmã, que está noiva, um retrato do futuro marido – e do envolvimento carnal de Adela com o rapaz, sugerido pelas ações finais do segundo ato. A situação trágica – a entrada do elemento masculino, no universo fechado da casa de Bernarda Alba, e o desequilíbrio que isto causa na harmonia inicial – é preparada para a catástrofe, apresentada no ato final.

### Terceiro ato
O terceiro ato passa-se no pátio interno da casa de Bernarda Alba, onde a matriarca recebe a visita de Prudência e com ela compartilha uma ceia modesta. A visitante conta a Bernarda Alba de seus desgostos por conta de sua filha, expulsa de casa pelo pai. Angústias e Martírio estão brigadas, e Bernarda insiste que elas façam as pazes ao menos para manter as aparências de um lar em harmonia. A filha mais velha diz desconfiar de Pepe, que lhe avisara que aquela noite não iria à casa por conta de outros compromissos com os pais em outro povoado, e todas retiram-se para dormir. Bernarda e La Poncia conversam sobre as suspeitas da empregada de que alguma coisa grande estaria se passando na casa; a matriarca rechaça essa ideia, e diz confiar que em suas mãos está o controle total do que se passa ali. La Poncia parece antever a desgraça que se aproxima e comenta com a Criada sobre o envolvimento de Adela e Pepe. A moça aparece no pátio e some logo em seguida, entrando no curral. Maria Josefa, a mãe de Bernarda, surge em cena carregando uma ovelha nos braços e, em sua loucura, fala do poder de Pepe el Romano sobre todas as netas, para as quais prevê um destino cruel de solidão. Martírio vai até o curral e chama Adela, que aparece algum tempo depois, recompondo-se; elas brigam por conta do que Adela estaria a fazer com a irmã mais velha, Angústias, ao roubar-lhe o futuro esposo, mas Adela acusa Martírio de também estar apaixonada pelo rapaz, e esta acaba por confessar que o ama. Seguem as duas brigando: Martírio diz que irá denunciar Adela, e esta última fala de sua intenção de fugir e tornar-se amante de Pepe el Romano. Bernarda aparece no pátio e ameaça surrar Adela. Esta toma-lhe o bastão das mãos e quebra-o em duas partes. Com o alvoroço de vozes, as demais mulheres surgem em cena. Adela diz, então, a Angústias que ela, a mais jovem, é a verdadeira mulher de Pepe. Bernarda sai de cena e busca uma espingarda com a qual entra no curral e atira. Martírio mente, dando a entender que a mãe matara Pepe el Romano, que na verdade apenas correra ao ouvir o disparo. Adela corre para o curral e lá se tranca. Bernarda ordena que Adela abra a porta, mas é La Poncia quem abre o curral e descobre a tragédia. Adela está morta, enforcada. Bernarda, diante da comoção de todas e da notícia trazida pela criada de que os vizinhos já se levantavam para ver o que acontecia naquela casa, ordena que a filha morta fosse vestida como se fosse donzela e que as demais filhas mantivessem silêncio sobre o que ali se passara.
O final do drama parece precipitado por conta da rapidez com que os acontecimentos – e as falas – finais se sucedem. A situação trágica agudiza-se com a presença de Pepe el Romano no curral, onde mantém um encontro furtivo com a filha mais nova, Adela, e tal situação parece insuportável para Martírio, talvez por uma associação de diversos sentimentos: a dor de ver seu objeto de desejo interessado na irmã mais nova; a sensação de que ele, pela primeira vez, adentra a casa, domínio das mulheres, ameaçando o equilíbrio da família; e a inveja por saber que duas irmãs o possuem – uma pelo dote e pelo casamento, outra pelo desejo e pelo amor carnal – e nada para ela restara a não ser a lembrança de um amor do passado que lhe fora impedido pela mãe. Do momento em que o conflito entre Martírio e Adela é deflagrado até o ato desesperado de Adela, o drama de Lorca é acelerado pela brevidade das falas e intempestividade das ações das personagens, sobretudo de Bernarda Alba, que parece agir rapidamente na tentativa de retomar a harmonia da casa, tão profundamente abalada pelos acontecimentos. A verossimilhança, que a princípio seria abalada pela decisão extrema de Adela de se matar diante da possibilidade da morte do amado, não se vê ameaçada por conta da forma intensa que o autor escolheu para terminar seu drama, oferecendo à audiência uma solução trágica para uma situação dramática opressora e claustrofóbica, que parece funcionar como única alternativa possível para a personagem Adela diante de um mundo que só lhe oferecia limites e nenhuma escolha.